# شباب وادي رهيو
شباب وادي رهيو،  فريق جزائري لكرة القدم تأسس سنة 1936 م.

## تاريخ
فريق تأسس في يوم الأربعاء مارس 1934 على يد السيد بن واضح محمد ثم رسم النادي في موسم 1936- حيث كانت أول مقابلة للفريق امام فريق اتحاد وهران تحت اسم راسينغ مسلمي إينكرمان أي اسم المدينة في الحقيبة الإستعمارية واتفق على أن يكون لون النادي أحمر وأبيض في موسم 1963  وبعد الاستقلال تغير الاسم لرائد شباب واد ارهيو . ويلعب حاليا في القسم الثاني الممتاز جهة وسط غرب ويحتضن مبارياته بملعب المغرب العربي بمدينة واد ارهيو